# Ligne Chiyoda
La ligne Chiyoda (東京地下鉄千代田線, Tōkyō Chikatetsu Chiyoda-sen) est une ligne du métro de Tokyo au Japon gérée par la compagnie Tokyo Metro. Elle relie la station de Yoyogi-Uehara à la station de Kita-Ayase. Longue de 24 km, elle traverse Tokyo du sud-ouest au nord-est en passant par les arrondissements de Adachi, Arakawa, Bunkyō, Chiyoda, Minato et Shibuya. Elle est également connue comme ligne 9. Sur les cartes, la ligne est de couleur vert foncé et identifiée par la lettre C.

## Histoire
Cette ligne a été inaugurée le 20 décembre 1969 entre les stations Kita-Senju et Ōtemachi. Depuis le 10 octobre 1972, la ligne continue jusqu'à Yoyogi-kōen, et la section entre Yoyogi-kōen et Yoyogi-Uehara est terminée le 31 mars 1978. Finalement, la section jusqu'à Kita-Ayase est inaugurée le 20 décembre 1979.
Auparavant, seuls des trains de trois voitures circulaient sur la branche (Ayase–Kita-Ayase). À la suite de l'allongement du quai de la station Kita-Ayase, des trains de 10 voitures circulent également sur cette portion depuis le 16 mars 2019.

## Caractéristiques
La ligne est composée d'un tronçon principal de 21,9 km entre Yoyogi-Uehara et Ayase et d'une branche de 2,1 km de longueur d'Ayase jusqu'à Kita-Ayase.
La ligne est interconnectée avec la ligne Jōban de la JR East à Ayase et avec la compagnie Odakyū à Yoyogi-Uehara. Des trains des 3 compagnies circulent donc sur la ligne. Depuis le 15 mai 2006, des sections des trains sont réservées seulement pour les femmes.
À partir de la gare de Kita-Senju, la ligne Chiyoda correspond à la section omnibus de la ligne JR Jōban, qu'elle devient officiellement au-delà de la gare d'Ayase. Ainsi, et même si la JR East et Tokyo Metro sont deux compagnies différentes, il est possible de circuler des quaies d'une compagnie à l'autre à la gare de Kita-Senju sans devoir passer de portiques.

## Stations
La ligne comporte 20 stations, identifiées de C-01 à C-20.
| Numéro | Station          | Nom japonais | Distance (km) | Correspondances | Arrondissement |
| ------ | ---------------- | ------------ | ------------- | --- | -------------- |
| C01    | Yoyogi-Uehara    | 代々木上原   | 0             | Odakyū : Odawara (interconnexion) | Shibuya        |
| C02    | Yoyogi-kōen      | 代々木公園   | 1,0           | | Shibuya        |
| C03    | Meiji-jingūmae   | 明治神宮前   | 2,2           | Tokyo Metro : F Fukutoshin JR East : JY Yamanote (à Harajuku)                                                                          | Shibuya        |
| C04    | Omotesandō       | 表参道       | 3,1           | Tokyo Metro : G Ginza, Z Hanzōmon | Minato         |
| C05    | Nogizaka         | 乃木坂       | 4,5           | | Minato         |
| C06    | Akasaka          | 赤坂         | 5,6           | | Minato         |
| C07    | Kokkai-gijidōmae | 国会議事堂前 | 6,4           | Tokyo Metro : M Marunouchi, N Namboku (à Tameike-Sannō), G Ginza (à Tameike-Sannō)                                                     | Chiyoda        |
| C08    | Kasumigaseki     | 霞ケ関       | 7,2           | Tokyo Metro : H Hibiya, M Marunouchi                                                                                                   | Chiyoda        |
| C09    | Hibiya           | 日比谷       | 8,0           | Tokyo Metro : H Hibiya, Y Yūrakuchō (à Yūrakuchō) Toei : I Mita JR East : JK Keihin-Tōhoku (à Yūrakuchō), JY Yamanote (à Yūrakuchō)    | Chiyoda        |
| C10    | Nijūbashimae     | 二重橋前     | 8,7           | | Chiyoda        |
| C11    | Ōtemachi         | 大手町       | 9,4           | Tokyo Metro : Z Hanzōmon, M Marunouchi, T Tōzai Toei : I Mita                                                                          | Chiyoda        |
| C12    | Shin-Ochanomizu  | 新御茶ノ水   | 10,7          | Tokyo Metro : M Marunouchi (à Awajichō) Toei : S Shinjuku (à Ogawamachi) JR East : JC Chūō (à Ochanomizu), JB Chūō-Sōbu (à Ochanomizu) | Chiyoda        |
| C13    | Yushima          | 湯島         | 11,9          | | Bunkyō         |
| C14    | Nezu             | 根津         | 13,1          | | Bunkyō         |
| C15    | Sendagi          | 千駄木       | 14,1          | | Bunkyō         |
| C16    | Nishi-Nippori    | 西日暮里     | 15,0          | JR East : JK Keihin-Tōhoku, JY Yamanote Toei : Nippori-Toneri Liner                                                                    | Arakawa        |
| C17    | Machiya          | 町屋         | 16,7          | Keisei : KS Keisei Toden Arakawa (à Machiya-ekimae)                                                                                    | Arakawa        |
| C18    | Kita-Senju       | 北千住       | 19,3          | Tokyo Metro : H Hibiya JR East : JJ Jōban Tōbu : Skytree Tsukuba Express                                                               | Adachi         |
| C19    | Ayase            | 綾瀬         | 21,9          | JR East : JL Jōban (interconnexion) | Adachi         |
| C20    | Kita-Ayase       | 北綾瀬       | 24,0          | | Adachi         |

## Matériel roulant
La ligne Chiyoda est parcourue par les trains des compagnies Tokyo Metro, Odakyū et JR East.

### Actuel

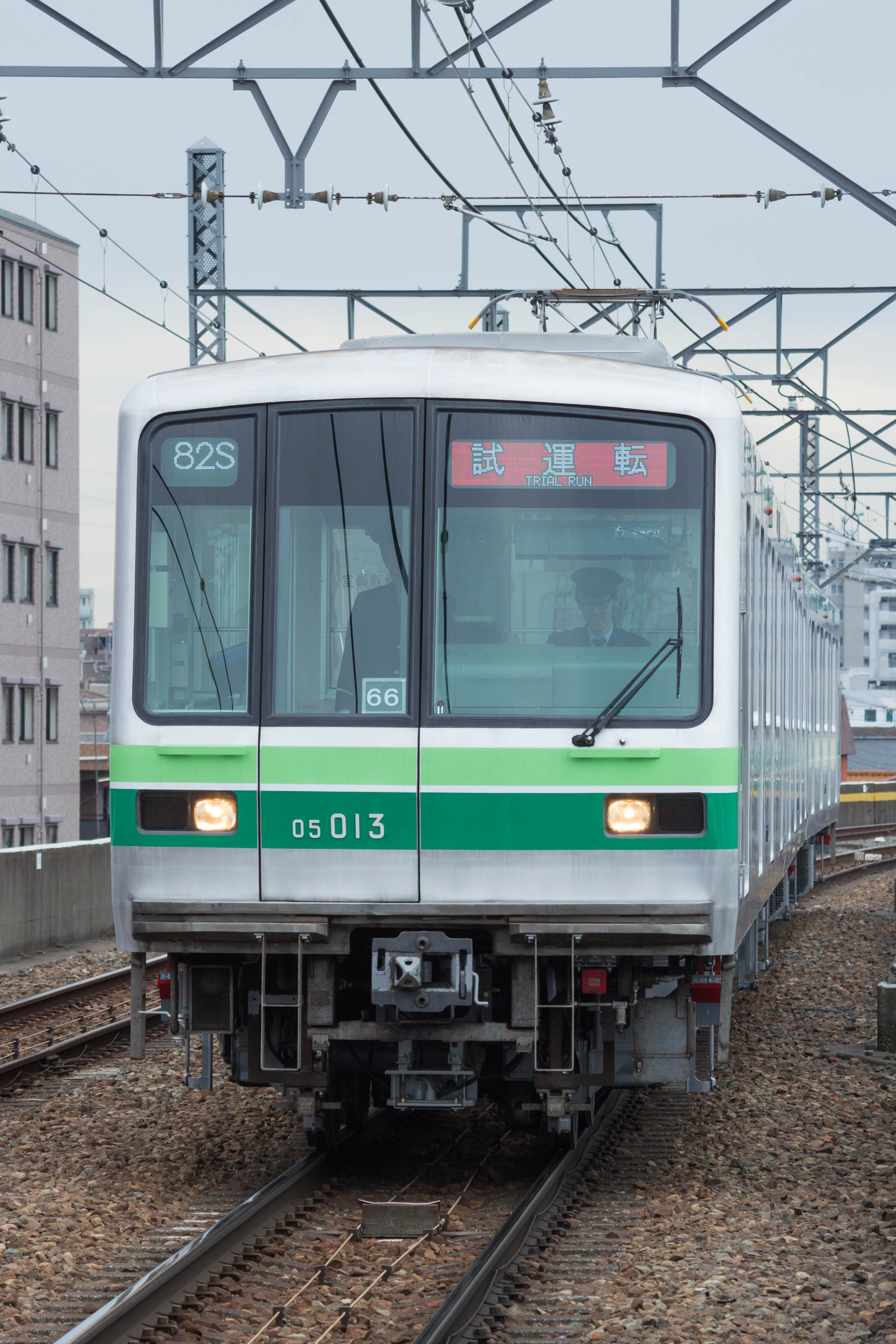
Tokyo Metro série 05
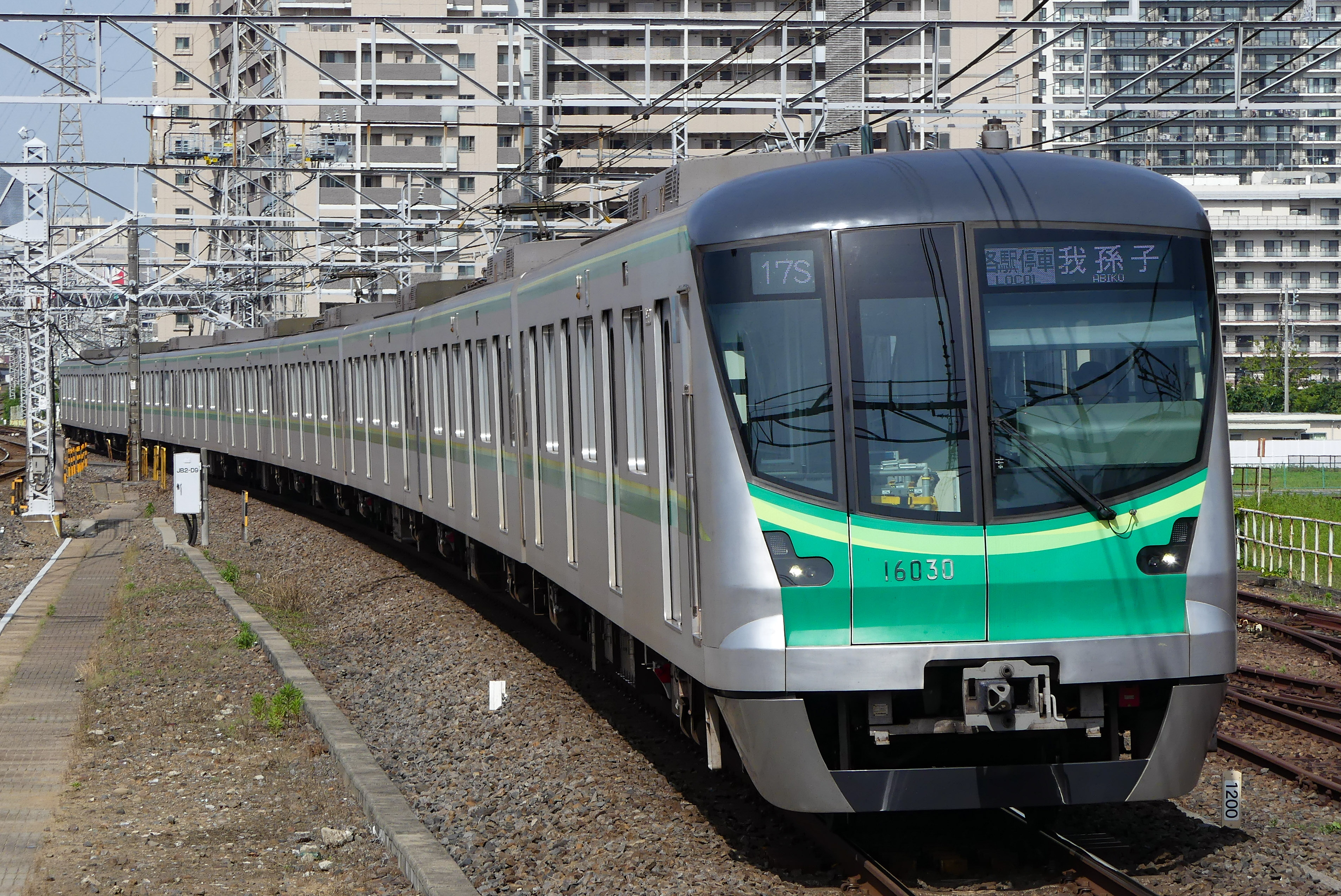
Tokyo Metro série 16000
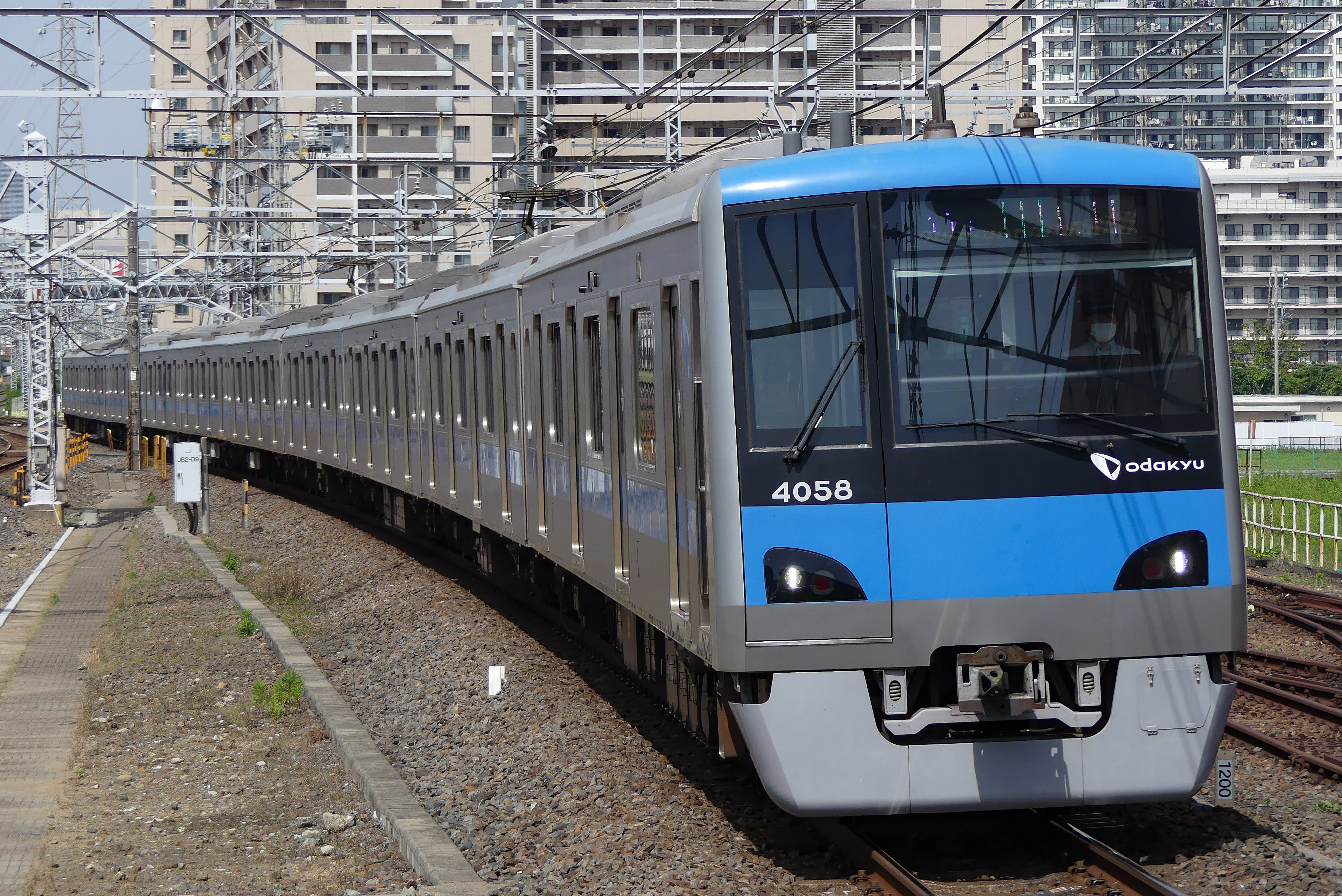
Odakyū série 4000
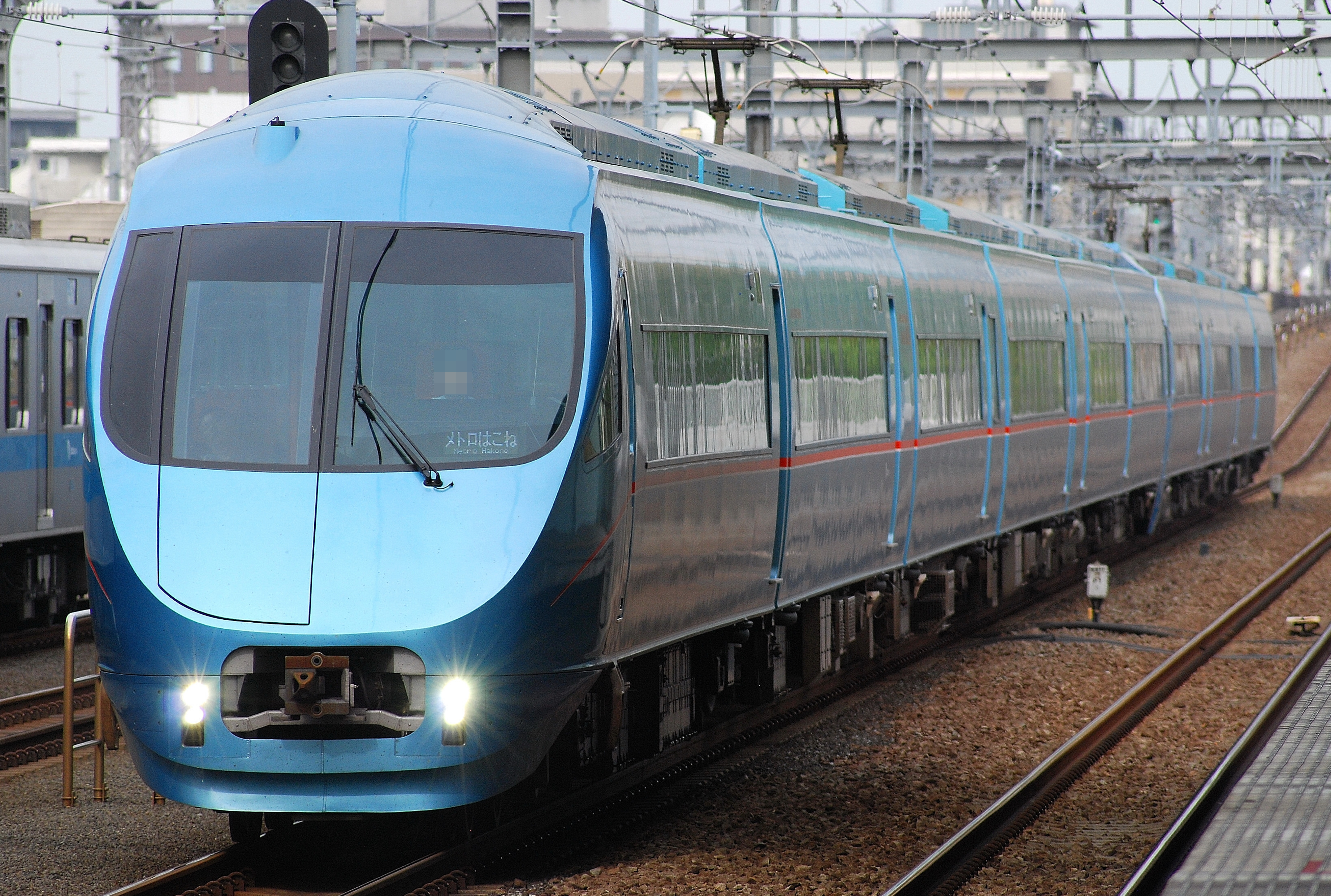
Odakyū série 60000 MSE
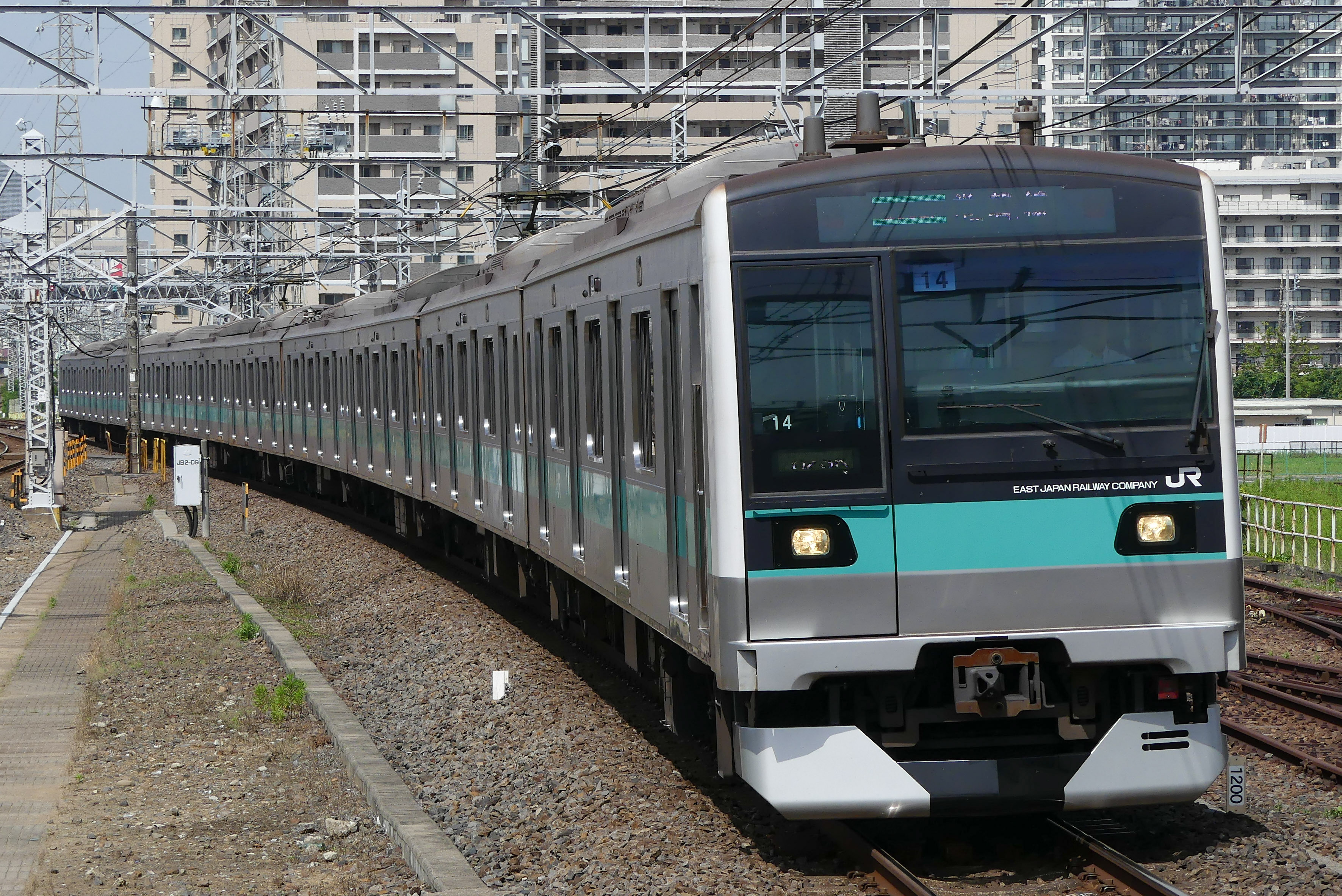
JR East série E233-2000

### Ancien

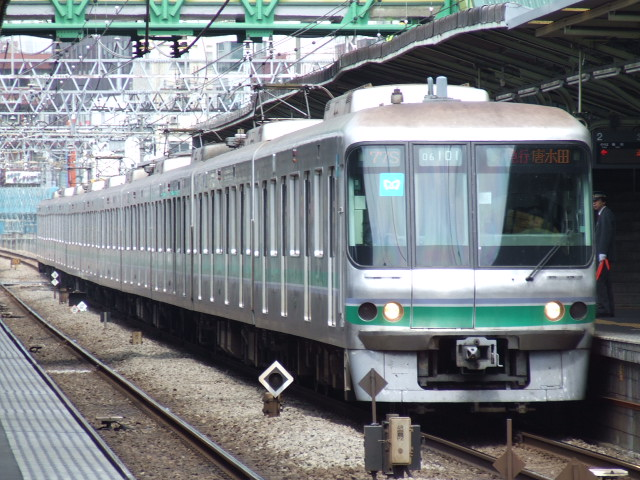
Tokyo Metro série 06
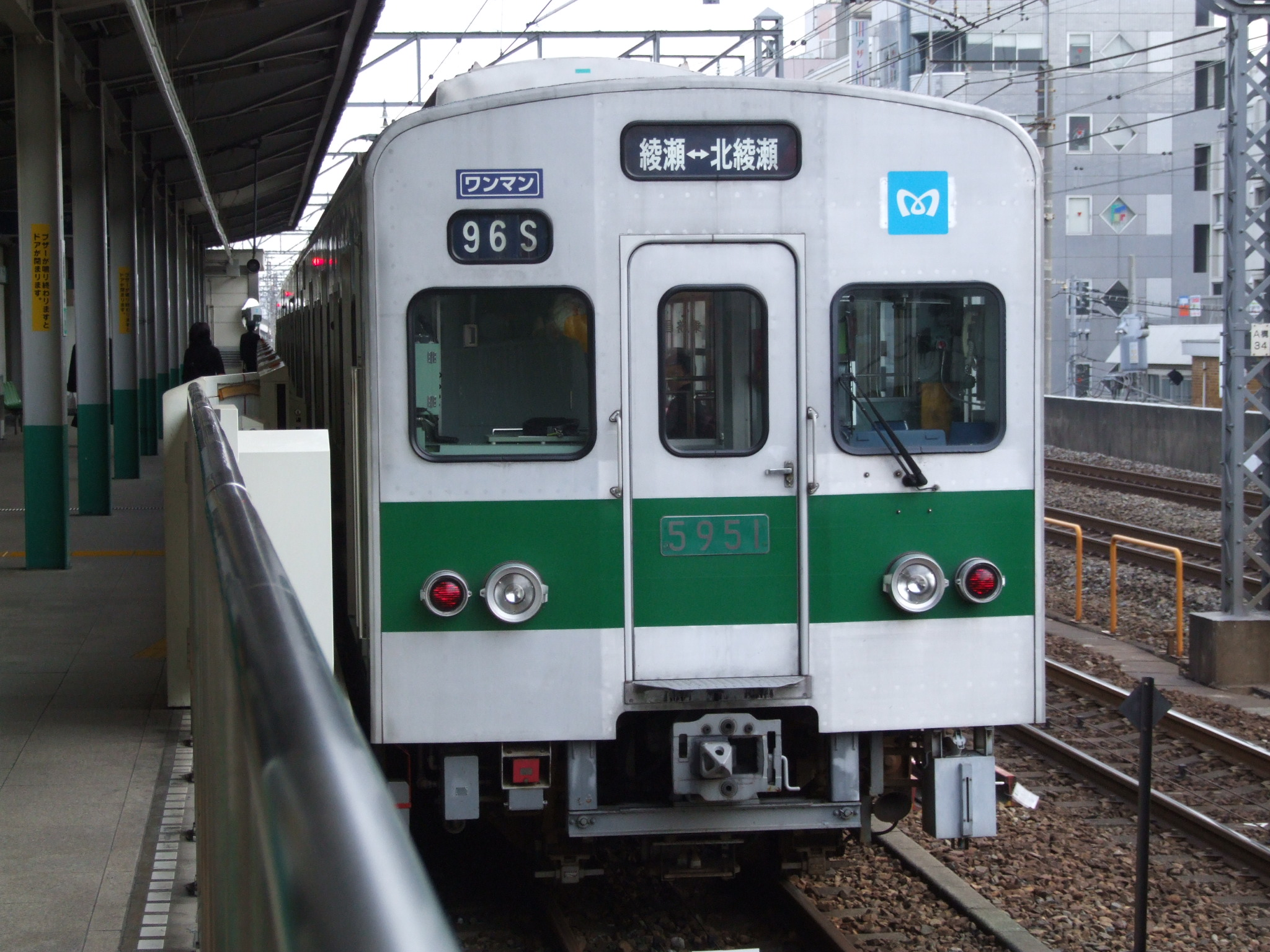
Tokyo Metro série 5000
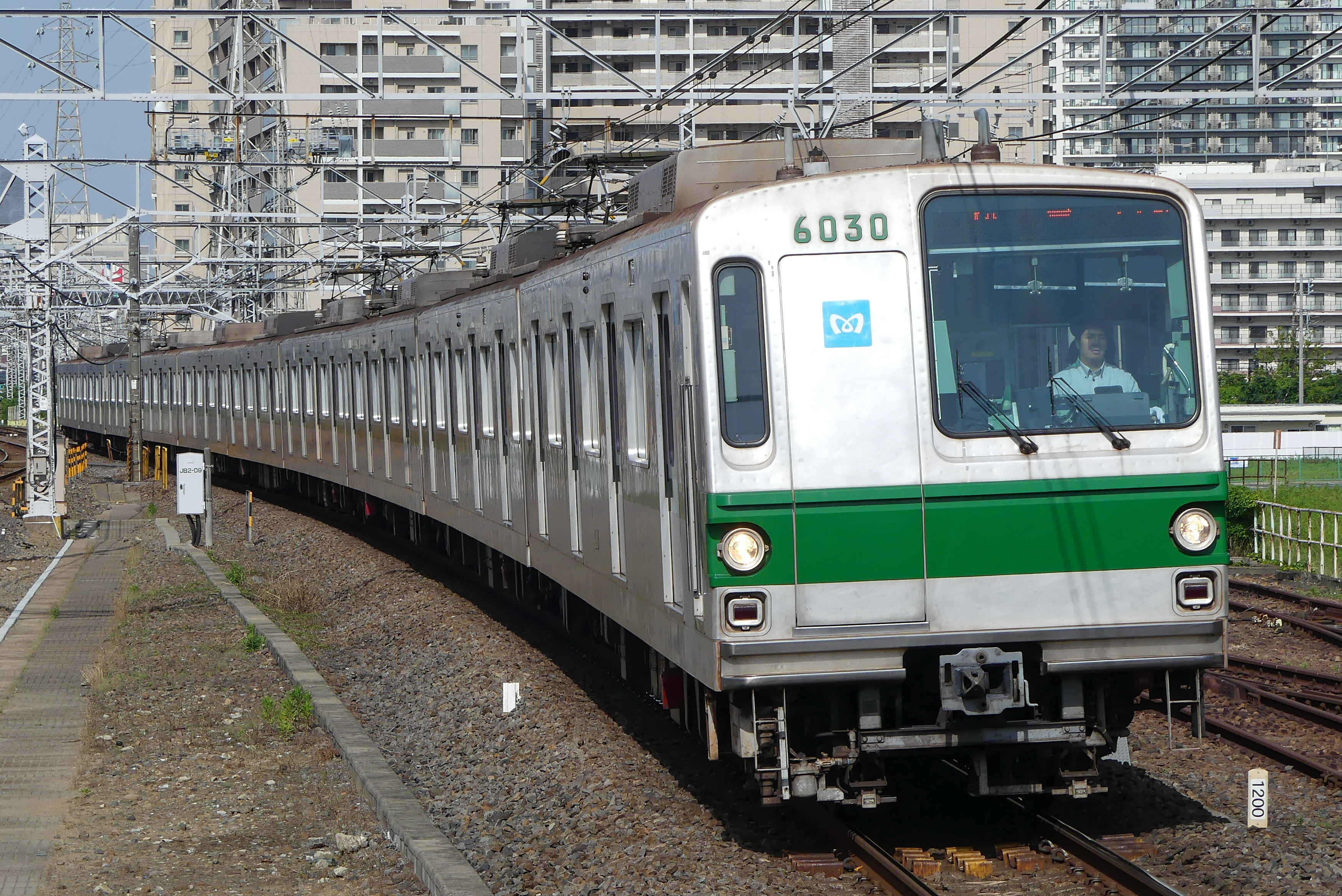
Tokyo Metro série 6000
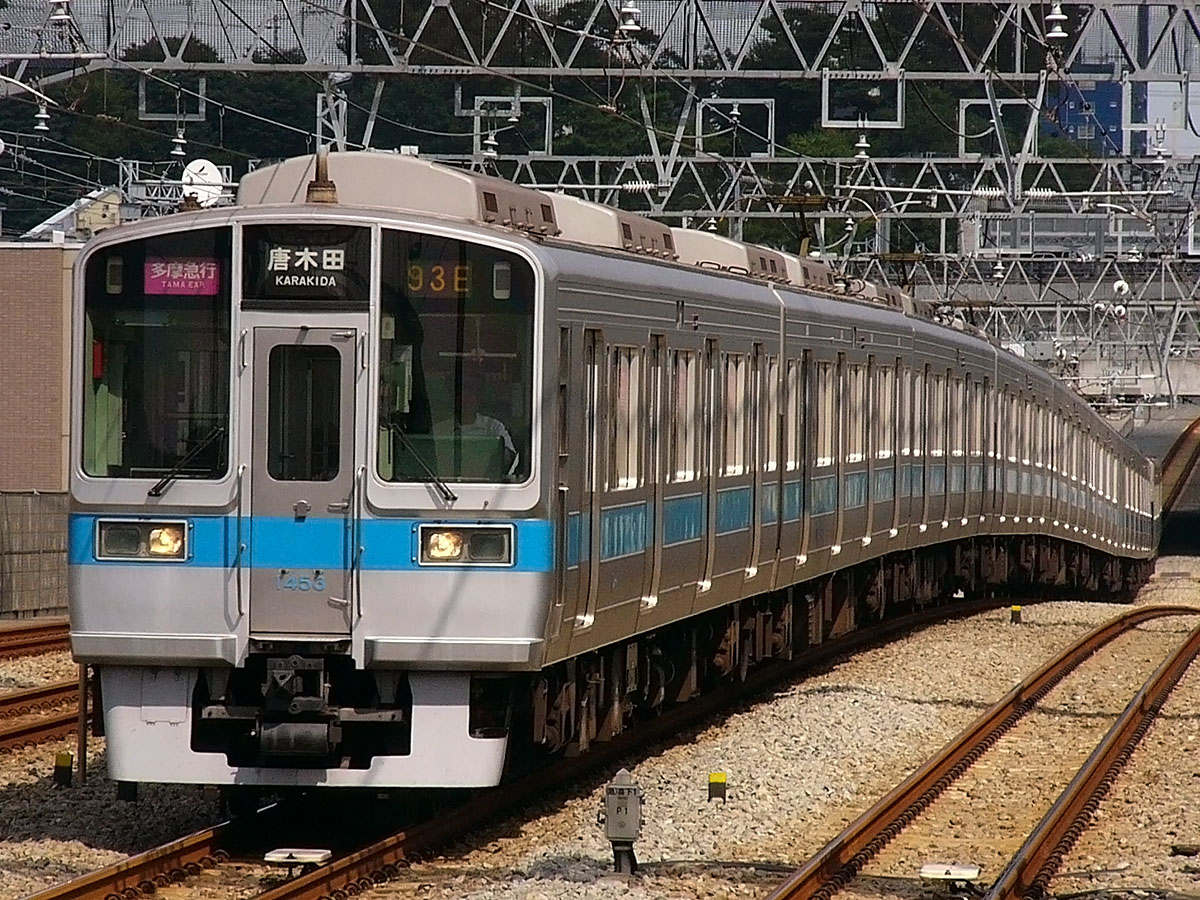
Odakyū série 1000
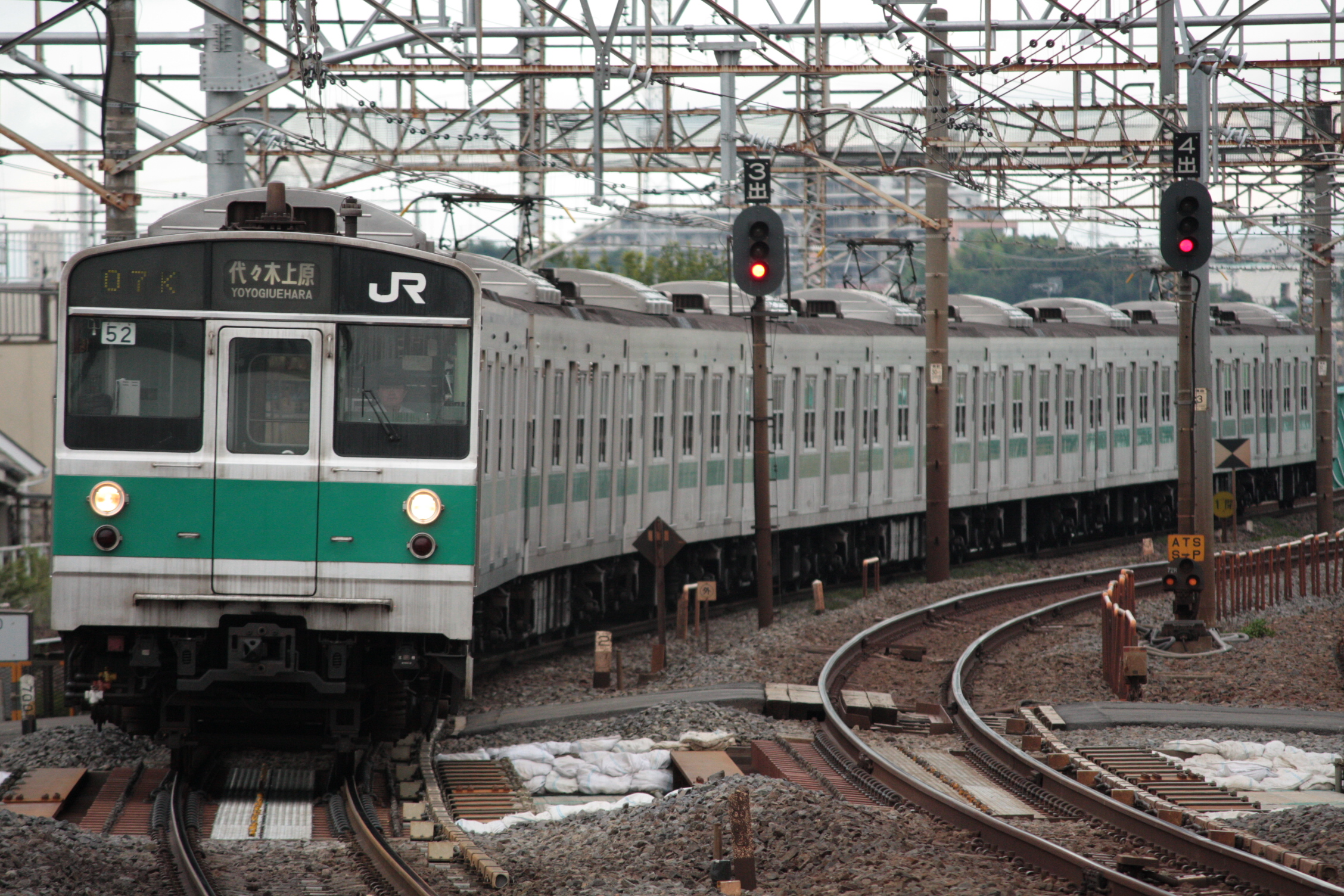
JR East série 203
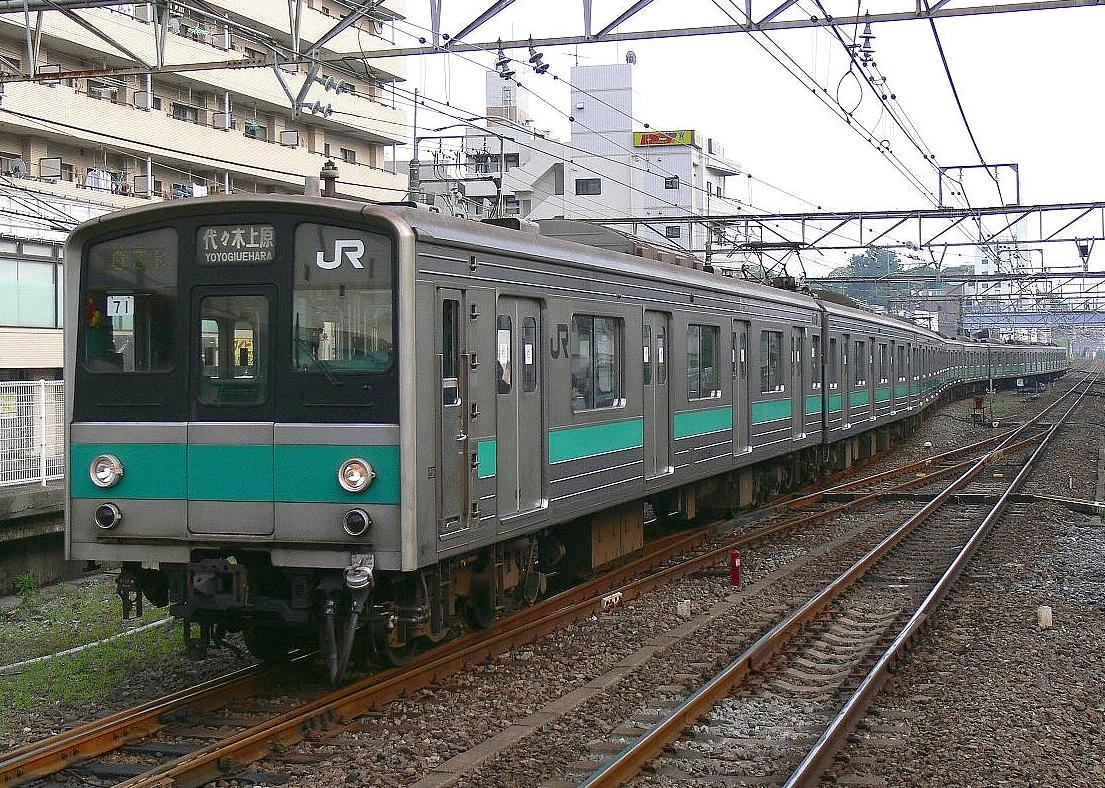
JR East série 207-900
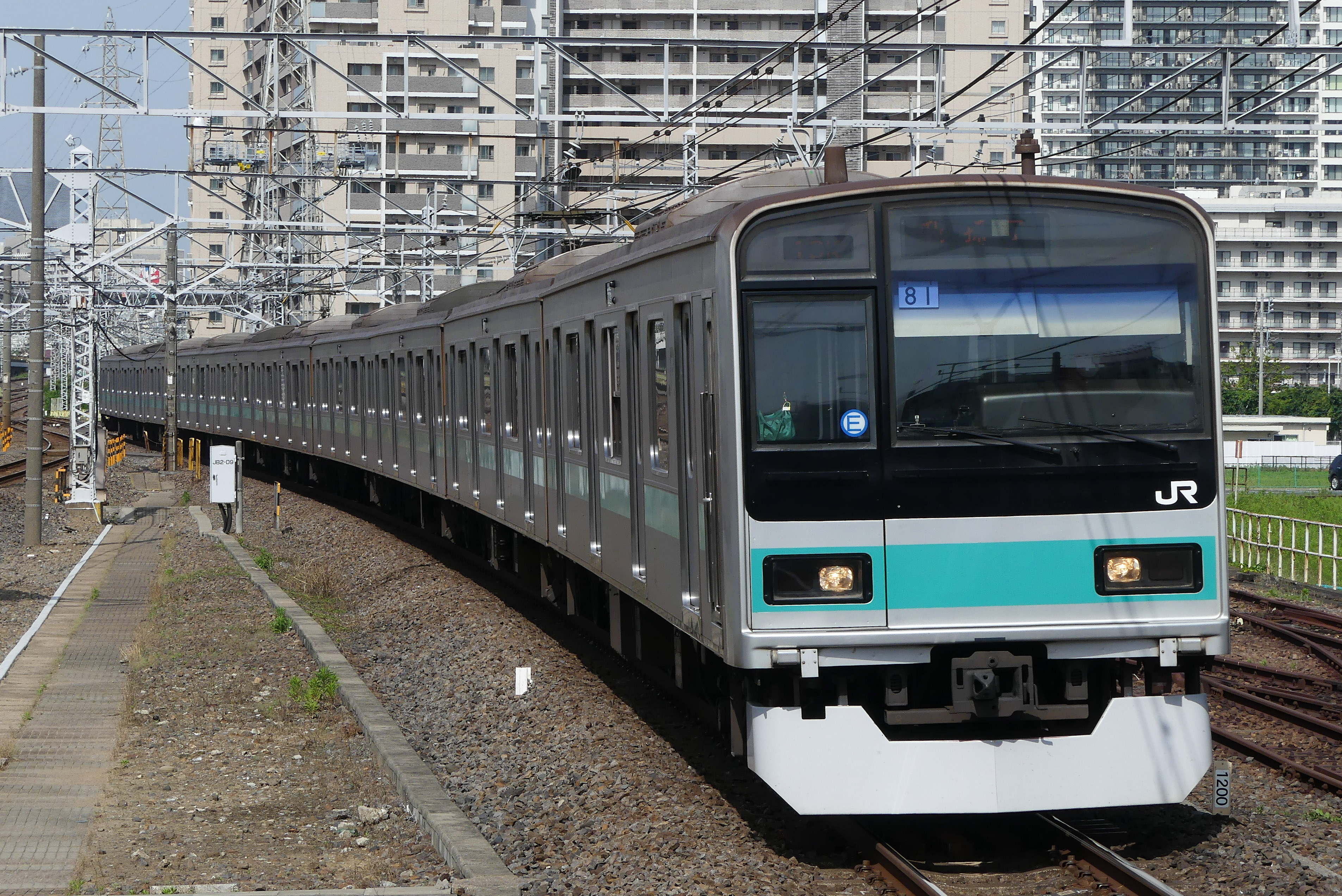
JR East série 209-1000